# Георг Гакеншмідт
Гео́рг Карл Ю́ліус Га́кеншмідт (нім. Georg Karl Julius Hackenschmidt) — відомий в 20-му столітті борець, письменник та філософ. Він був першим борцем у супертяжкій вазі в світі, що виступав у вільному стилі. Починав свою професійну кар'єру в містечку Ревель (сучасний Таллінн), провінція Естонії, та прожив більшу частину свого життя в Лондоні, Англія, де і отримав прізвисько «Російський лев». Георг Гаккеншмідт написав багато книжок з фізичної культури, навчання та філософії.

## Спортивні досягнення
| Змагання                          | Стиль                  | Група      | Вагова категорія | Місце  |
| --------------------------------- | ---------------------- | ---------- | ---------------- | ------ |
| Неофіційний чемпіонат Європи 1898 | Греко-Римська боротьба | Пенсіонери | без              | Золото |